# 이즈모급 헬리콥터 구축함
이즈모형 호위함(일본어: いずも型護衛艦, 영어: Izumo-gata-goei-kan) 또는 22DDH는 일본 해상 자위대에서 건조한 헬기모함으로써 현재 항모화 개수중이다.

## 갑판
이즈모급 헬기모함은 전장 248m,전폭 38m의 길이를 자랑한다, 또한 5기의 헬기를 동시에 이,착함시킬 능력을 보유하고 있다.
항모로의 개장 후에는 캐터필러를 사용하는 대신 30노트의 빠른 속력으로 맞바람을 이용해 전투기를 이함시킬 예정이다.

## 함번
- JS 이즈모 (DDH-183)
- JS 카가 (DDH-184)

## 경항모 개장
현재 경항공모함으로써의 개장을 진행하고있다.
현재 이즈모의 1차 개장이 끝났으며 카가의 1차개장을 진행중이다.
계획대로라면 2027년 이즈모의 2차 개장이 있을 예정이다.
이즈모급 헬기모함이 항공모함으로 개장됨에 따라 해상자위대에서 대당 130억엔을 들여 42기의 F-35B를 인수할 예정이고 항공모함 척당 12기씩 배치할 예정이다.

## 같이 보기
- JS 이즈모 (DDH-183)
- JS 카가 (DDH-184)
- 경항공모함